# Domácí úkol

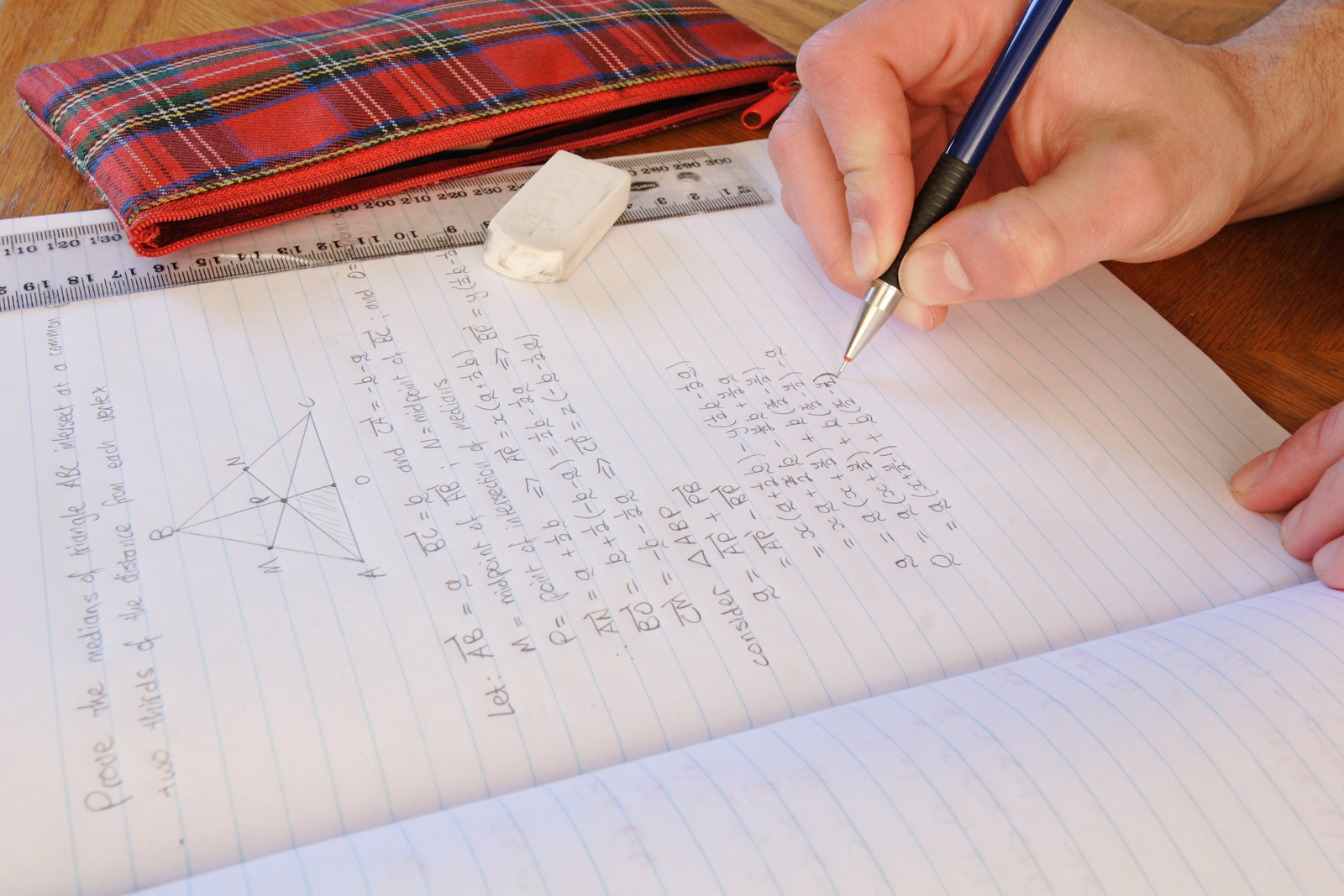
domácí úkol z matematiky

Domácí úkol je práce zadaná studentům učitelem na jakémkoli vzdělávacím stupni. Jedná se většinou o procvičování látky z minulého vyučování nebo také o přípravu na vyučování budoucí. Zadání může být písemná, elektronická či mluvená práce, ale i pouhé pročtení textu.
Domácí úkol se přikládá na stanovené datum (většinou na příští hodinu). Úkol může vyučující hodnotit známkou nebo z domácího úkolu zkoušet (někteří odborníci na vzdělávání, například Helena Zitková, se domnívají, že domácí úkoly by neměly být zadávány jako povinné a ani takovým způsobem hodnoceny). Slovo domácí pak vyjadřuje tu skutečnost, že učitel očekává, že zadaný úkol bude proveden mimo dobu školního vyučování (například doma).